# Rastignac

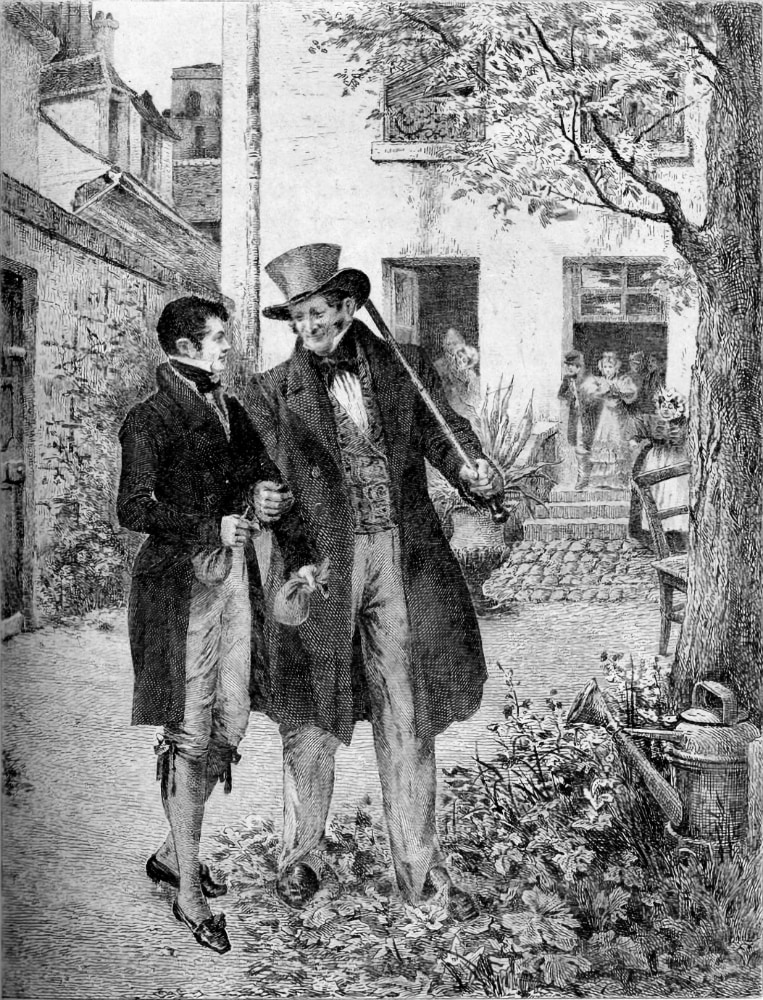
Rastignac (links) neben Vautrin auf dem Einband von Vater Goriot

Eugène de Rastignac ist eine Romanfigur von Honoré de Balzac.

## Figur
Rastignac, geboren 1797, gehört zu den wichtigsten und am häufigsten auftretenden Figuren in Balzacs Romanzyklus La Comédie humaine (dt.: Die menschliche Komödie). Er war zunächst Baron und wurde später zum Grafen. Balzac charakterisiert ihn als aufstrebenden jungen Mann, als „Genie des Ehrgeizes und der Rücksichtslosigkeit“. Im französischen Sprachgebrauch wird ein Karrierist auch als Rastignac bezeichnet. Insgesamt erscheint Rastignac in 28 Romanen oder Erzählungen.

## Erscheinen
Rastignac taucht in folgenden Romanen auf:
- Le Bal de Sceaux (Der Ball von Sceaux), 1829
- La Peau de chagrin (Das Chagrinleder), 1831
- Le Père Goriot (Vater Goriot), 1835
- L’Interdiction (Die Entmündigung), 1836
- Illusions perdues (Verlorene Illusionen), 1836 bis 1843
- Le Cabinet des Antiques (Das Antiquitätenkabinett), 1837
- La Maison Nucingen (Das Haus Nucingen), 1837
- Splendeurs et misères des courtisanes (Glanz und Elend der Kurtisanen), 1838 bis 1847
- Béatrix (Beatrix), 1839
- Ursule Mirouët (Ursula Mirouët); 1841
- Les Comédiens sans le savoir (Komödianten wider Wissen); 1845
- La Cousine Bette (Cousine Bette), 1846